# Onderkoninkrijk van de Kaukasus (1801-1917)
Het onderkoninkrijk van de Kaukasus was het administratieve en politieke gezag van het keizerrijk Rusland in de Kaukasus, uitgeoefend via de ambten van glavno-oepravljajoesjtsji ("hoge commissaris") (1801-1844, 1882-1902) en namestnik ("onderkoning") (1844-1882, 1904-1917). De twee termen worden gewoonlijk, maar onnauwkeurig, vertaald als "onderkoning", vaak doorelkaar gebruikt met "gouverneur-generaal". Nauwkeuriger gezegd wordt naar glavno-oepravljajoesjtsji verwezen als de hoge commissaris van de Kaukasus, en naar namestnik als de onderkoning.

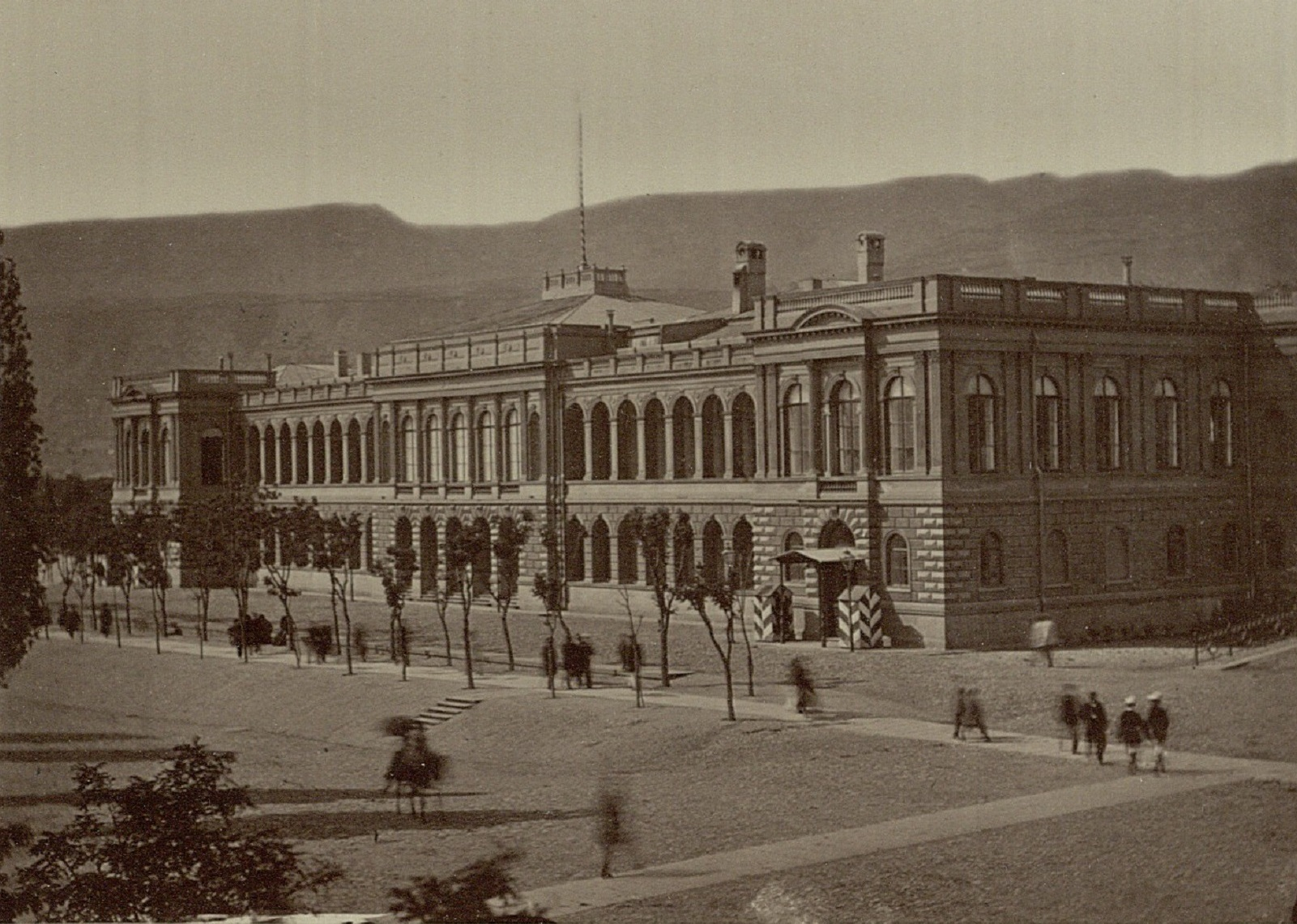
Paleis van de onderkoning van de Kaukasus aan de Roestavelilaan in Tbilisi, jaren 1860.

Het onderkoninkrijk omvatte gebieden van het hedendaagse Rusland (Noordelijke Kaukasus), Armenië, Azerbeidzjan en Georgië. Gedurende meer dan een eeuw Russische overheersing van de Kaukasus onderging de structuur van het onderkoninkrijk een aantal veranderingen, met de toevoeging of verwijdering van administratieve functies en het herindelen van provinciale grenzen. 

## Geschiedenis
De eerste keer dat het Russisch gezag over volkeren van de Kaukasus werd gevestigd, was na de Russische annexatie van het koninkrijk Kartli-Kachetië (Oost-Georgië) in 1801. Generaal Karl Knorring was de eerste persoon die werd aangesteld om het grondgebied van de Kaukasus te besturen, met de officiële titel van opperbevelhebber in Georgië en gouverneur-generaal van Tbilisi. Onder zijn opvolgers, met name prins Pavel Tsitsianov, generaal Aleksej Jermolov, graaf Ivan Paskevitsj en prins Michail Vorontsov, breidde Russisch Transkaukasië zich uit met gebieden die werden verworven in een reeks oorlogen met het Ottomaanse Rijk, het Perzische Rijk en lokale Noord-Kaukasische volkeren. De reikwijdte van haar jurisdictie omvatte uiteindelijk wat nu Georgië, Armenië, Azerbeidzjan en de Noordelijke Kaukasus is, evenals delen van Noordoost-Turkije (de huidige provincies Artvin, Ardahan, Kars en Iğdır).

Etnografische kaart van de Russische Kaukasus, 1880.

Met hun zetel in Tbilisi fungeerden de onderkoningen als de facto ambassadeurs in de buurlanden, als opperbevelhebbers van de strijdkrachten en als hoogste civiele autoriteit, die grotendeels alleen verantwoording verschuldigd was aan de tsaar. Van 3 februari 1845 tot 23 januari 1882 stond het plaatsvervangend gezag onder toezicht van het Kaukasuscomité als de kraj Kaukasus, dat bestond uit vertegenwoordigers van de Staatsraad en de ministeries van Financiën, Staatsdomeinen, Justitie en Binnenlandse Zaken als leden van bijzondere commissies. 
Na de Februarirevolutie van 1917, waarbij tsaar Nicolaas II werd afgezet, werd het onderkoninkrijk van de Kaukasus op 18 maart 1917 door de Russische Voorlopige Regering afgeschaft en werd alle gezag, behalve in de zone van het actieve leger, toevertrouwd aan het civiele bestuursorgaan genaamd het Speciaal Transkaukasisch Comité of Ozakom (afkorting van Osoby Zakavkazski Komitet, Особый Закавказский Комитет).

## Administratieve afdelingen
In 1917 waren er zes goebernija's ("gouvernementen"), vijf oblasten ("regio's"), twee speciale administratieve okroegs ("districten") en een gradonatsjalstvo ("gemeentelijk district") binnen het onderkoninkrijk van de Kaukasus.
Volgens de publicatie Kavkazski kalendar uit 1917 telde het onderkoninkrijk van de Kaukasus op 14 januari [O.S. 1 januari] 1916 12.266.282 inwoners, waarvan 6.442.684 mannen en 5.823.598 vrouwen. Hiervan vormden 9.728.750 de permanente bevolking, plus 2.537.532 tijdelijke inwoners.
| Deelgebied                | Hoofdstad                     | Bevolking | Bevolking  | Oppervlakte (km2) | Kaart |
| Deelgebied                | Hoofdstad                     | 1897      | 1916       | Oppervlakte (km2) | Kaart |
| ------------------------- | ----------------------------- | --------- | ---------- | ----------------- | ----- |
| Gouvernement Bakoe        | Bakoe                         | 826.716   | 875.746    | 37.948,97         |       |
| Gradonatsjalstvo Bakoe    | Bakoe                         | -         | 405.829    | 1.059,76          |       |
| Oblast Batoemi            | Batoemi                       | 144.584   | 122.811    | 6.975,65          |       |
| Oblast Dagestan           | Temir-Chan-Sjoera (Boejnaksk) | 571.154   | 713.342    | 29.709,63         |       |
| Gouvernement Jelizavetpol | Jelisavetpol (Gəncə)          | 878.415   | 1.275.131  | 44.296,15         |       |
| Okroeg Zakatali           | Zakataly (Zaqatala)           | 84.224    | 92.608     | 3.985,77          |       |
| Oblast Kars               | Kars                          | 290.654   | 364,214    | 18.739,50         |       |
| Oblast Koeban             | Jekaterinodar (Krasnodar)     | 1.918.881 | 3.022.683  | 94.783,07         |       |
| Gouvernement Koetais      | Koetaisi                      | 1.058.241 | 1.034.468  | 19.956,06         |       |
| Okroeg Soechoemi          | Soechoemi                     | 106.179   | 209.671    | 6.591,42          |       |
| Oblast Terek              | Vladikavkaz                   | 933.936   | 1.377.923  | 72.443,86         |       |
| Gouvernement Tiflis       | Tbilisi                       | 1.051.032 | 1.473.308  | 40.861,03         |       |
| Gouvernement Zwarte Zee   | Novorossiejsk                 | 57.,478   | 178.306    | 6.675,68          |       |
| Gouvernement Jerevan      | Jerevan                       | 829.556   | 1.120.242  | 26.397,11         |       |
|                           |                               | 8.416.063 | 12.266.282 | 410.423,66        |       |